# Derick Amadi
Derick Amadi (sinh ngày 10 tháng 3 năm 1984) là một cầu thủ bóng đá người Nigeria, hiện tại thi đấu cho Dolphins FC.

## Sự nghiệp
Amadi được vinh dự trao tặng danh hiệu cầu thủ xuất sắc nhất Nigeria của Học viện bóng đá Pepsi năm 1997. Vào ngày 13 tháng 3 năm 2006, anh chuyển đến Sharks F.C. từ câu lạc bộ Đức SC Freiburg. Sau đó anh chuyển đến Enugu Rangers trước khi rời đội bóng ở Enugu năm 2008 và đến Heartland F.C..